# Mijaíl Vekovishchev
Mijaíl Dmítriyevich Vekovishchev –en ruso, Михаил Дмитриевич Вековищев– (Óbninsk, 5 de agosto de 1998) es un deportista ruso que compitió en natación, especialista en el estilo.
Participó en los Juegos Olímpicos de Tokio 2020, obteniendo una medalla de plata en la prueba de 4 × 200 m libre, y el cuarto lugar en 4 × 200 m estilos.
Ganó dos medallas de plata en el Campeonato Mundial de Natación, en los años 2017 y 2019, y seis medallas en el Campeonato Mundial de Natación en Piscina Corta entre los años 2016 y 2021.
Además, obtuvo cuatro medallas en el Campeonato Europeo de Natación, en los años 2018 y 2021, y cuatro medallas en el Campeonato Europeo de Natación en Piscina Corta, en los años 2017 y 2019.

## Palmarés internacional
| Juegos Olímpicos                    | Juegos Olímpicos        | Juegos Olímpicos  | Juegos Olímpicos      |
| Año                                 | Lugar                   | Medalla           | Prueba                |
| ----------------------------------- | ----------------------- | ----------------- | --------------------- |
| 2020                                | Tokio (Japón)           | Medalla de plata  | 4 × 200 m libre       |
| Campeonato Mundial                  |                         |                   |                       |
| Año                                 | Lugar                   | Medalla           | Prueba                |
| 2017                                | Budapest (Hungría)      | Medalla de plata  | 4 × 200 m libre       |
| 2019                                | Gwangju (Corea del Sur) | Medalla de plata  | 4 × 200 m libre       |
| Campeonato Mundial en Piscina Corta |                         |                   |                       |
| Año                                 | Lugar                   | Medalla           | Prueba                |
| 2016                                | Windsor (Canadá)        | Medalla de oro    | 4 × 100 m libre       |
| 2016                                | Windsor (Canadá)        | Medalla de oro    | 4 × 200 m libre       |
| 2018                                | Hangzhou (China)        | Medalla de oro    | 4 × 50 m estilos      |
| 2018                                | Hangzhou (China)        | Medalla de plata  | 4 × 200 m libre       |
| 2018                                | Hangzhou (China)        | Medalla de plata  | 4 × 100 m estilos     |
| 2021                                | Abu Dabi (EAU)          | Medalla de plata  | 4 × 200 m libre       |
| Campeonato Europeo                  |                         |                   |                       |
| Año                                 | Lugar                   | Medalla           | Prueba                |
| 2018                                | Glasgow (Reino Unido)   | Medalla de plata  | 4 × 200 m libre       |
| 2018                                | Glasgow (Reino Unido)   | Medalla de plata  | 4 × 200 m libre mixto |
| 2021                                | Budapest (Hungría)      | Medalla de oro    | 4 × 200 m libre       |
| 2021                                | Budapest (Hungría)      | Medalla de plata  | 4 × 100 m estilos     |
| Campeonato Europeo en Piscina Corta |                         |                   |                       |
| Año                                 | Lugar                   | Medalla           | Prueba                |
| 2017                                | Copenhague (Dinamarca)  | Medalla de oro    | 4 × 50 m libre        |
| 2019                                | Glasgow (Reino Unido)   | Medalla de oro    | 4 × 50 m libre        |
| 2019                                | Glasgow (Reino Unido)   | Medalla de plata  | 100 m mariposa        |
| 2019                                | Glasgow (Reino Unido)   | Medalla de bronce | 200 m libre           |